# 平和島
平和島（へいわじま）は、東京都大田区にある人工島であり、同区の町名である。現行行政地名は平和島一丁目から平和島六丁目。埋立地名は京浜第2区埋立地。ただし、現在では陸続きになっている。

## 概要
東京都大田区の東部に位置する。地域北部は品川区勝島になる。地域東部は大田区東海（大井ふ頭）、南部は大田区昭和島、西部は大田区大森本町・大田区平和の森公園になる。東部の大田区東海との間を京浜運河が流れている。
地域の大半は工業用地である。幹線道路が集まっており、この道路網を生かし東京流通センターをはじめとした各企業の物流センター、トラックターミナル、倉庫、冷蔵倉庫などが多く集まっており、流通業務用地としての性格が強い地域である。また、平和島競艇場がある。
埋め立ては1939年（昭和14年）に開始、第二次世界大戦により一時中止されている。戦時中は埋立地の一角がアメリカ合衆国などの連合国側の捕虜を収容する場所（東京捕虜収容所または大森収容所）となっていた。
ここに収容されていた捕虜は、1945年（昭和20年）8月30日に連合軍の病院船へ移動して事実上廃止。戦後は一時東條英機ら戦犯の一時収容所にもなっていた。このような経緯から、平和への祈りを込めて「平和島」と呼ばれるようになり、そのまま地名になった。当地が流通業務地として成立したのは、昭和40年代以降のことである。

## 年表
- 1939年1月31日 - 京浜第2区埋立地として免許取得。事業主体は東京都。
- 1967年
  - 7月18日 - 竣工。竣工面積は1,176,588 m2
  - 9月 - 東京都大田区に編入。
  - 10月 - 当地の町名が「平和島」に確定する。
- 1968年
  - 4月15日 - 住居表示を実施する[5]。
  - 7月16日 - 二丁目に大田平和島二郵便局が置かれる[6]。
- 1971年11月16日 - 六丁目に東京流通センター内郵便局が置かれる[7]。
- 1988年4月1日 - 二丁目を広げる[8]。

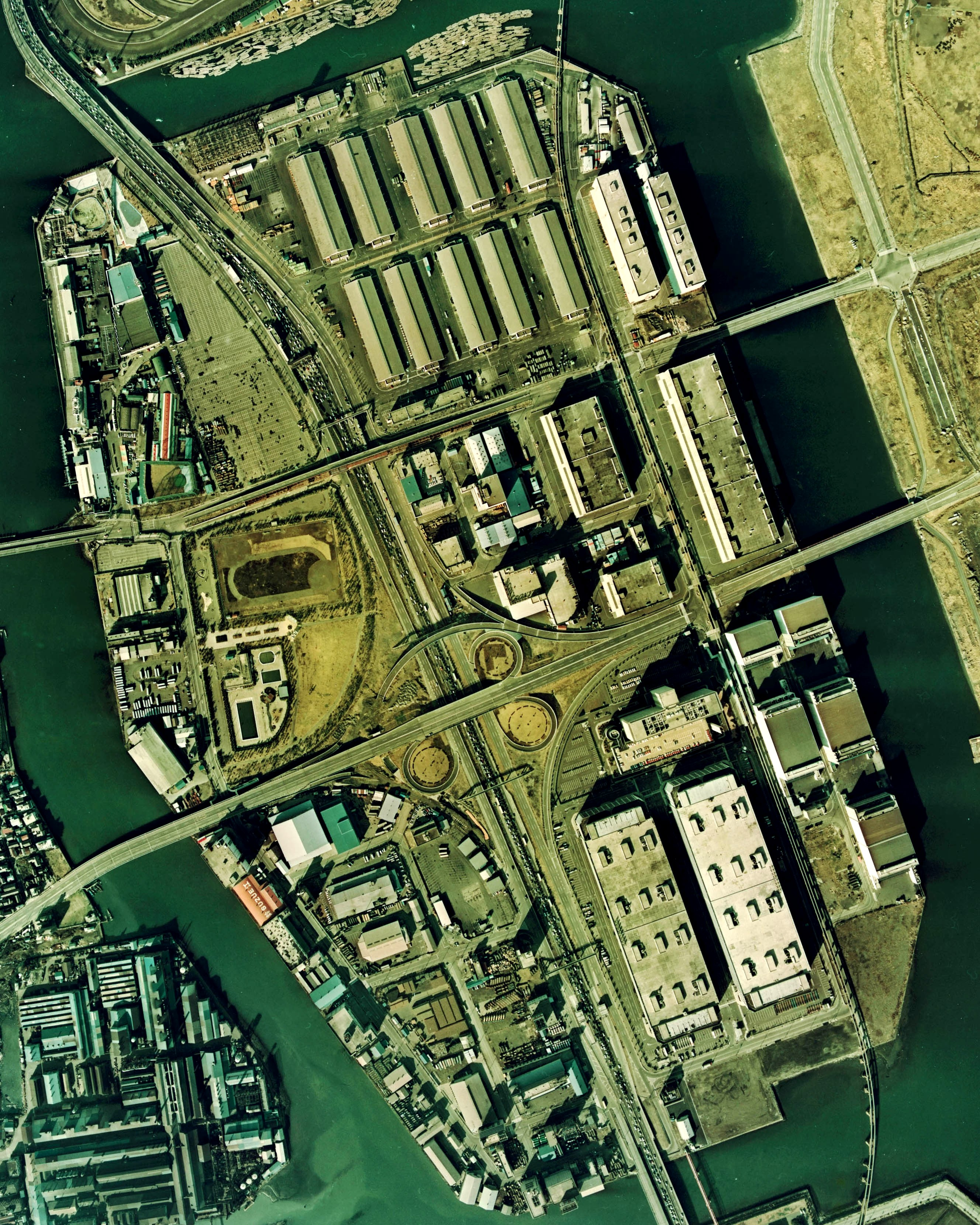
平和島付近の航空写真。1974年撮影。まだ平和の森公園が出来ておらず「島」になっていた。国土交通省 国土地理院 地図・空中写真閲覧サービスの空中写真を基に作成
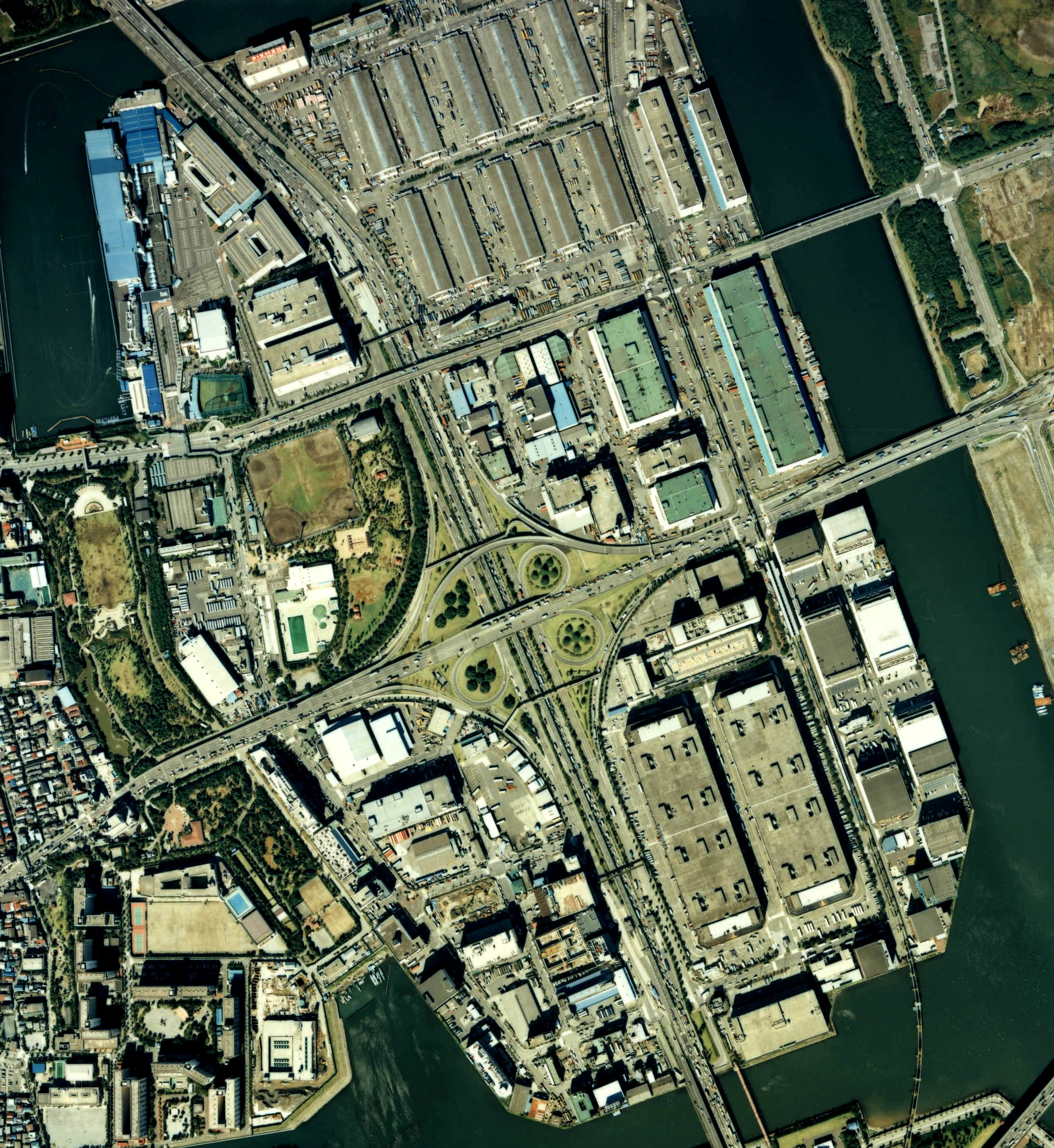
平和島付近の航空写真。1989年撮影。隣接する平和の森公園ができている。国土交通省 国土地理院 地図・空中写真閲覧サービスの空中写真を基に作成
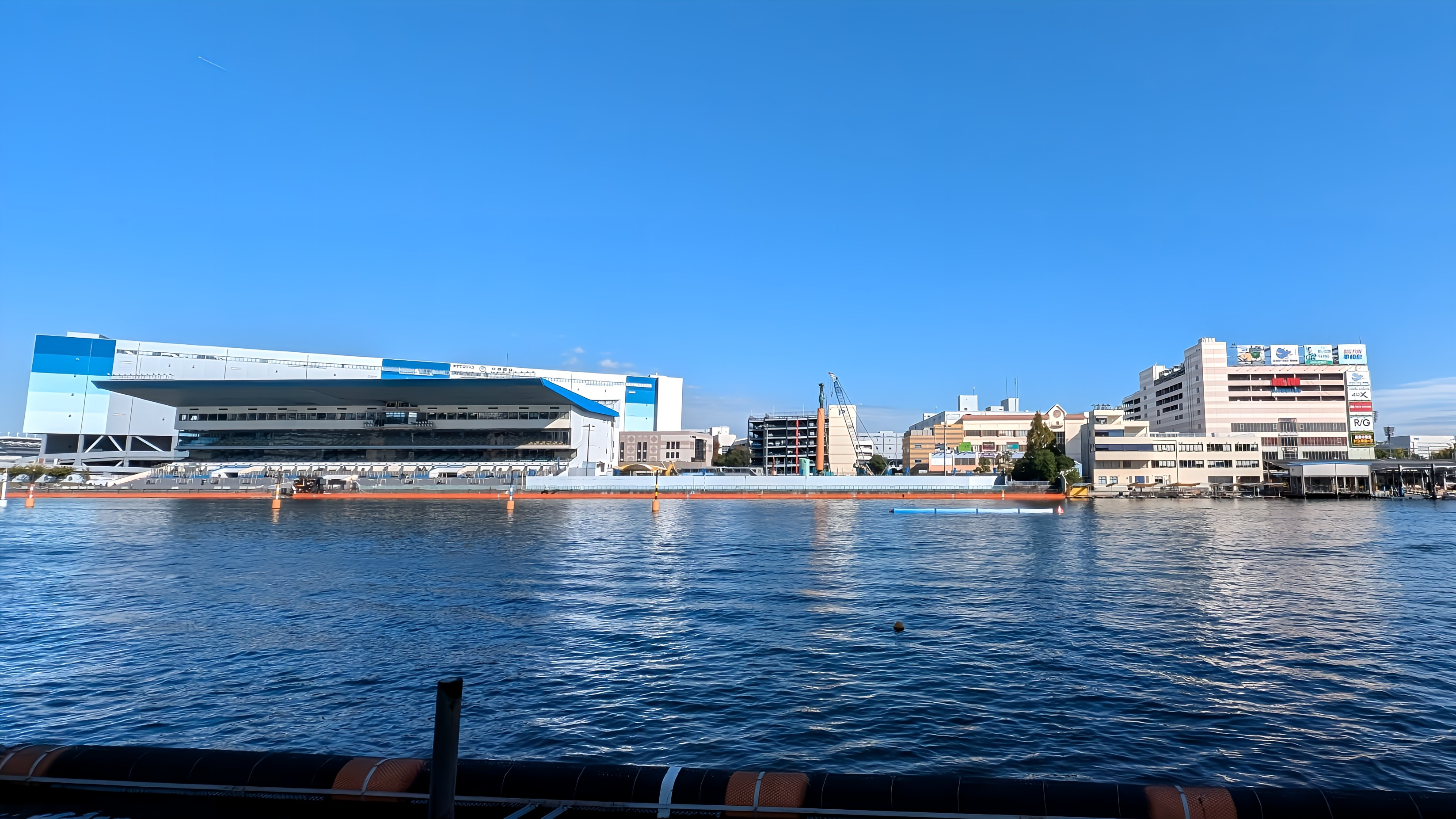
平和島競艇場

### 町名の変遷
| 実施後       | 実施年月日    | 実施前（特記なければ各町の一部）                                                         |
| ------------ | ------------- | ---------------------------------------------------------------------------------------- |
| 平和島一丁目 | 1968年4月15日 | 平和島一丁目                                                                             |
| 平和島二丁目 | 1968年4月15日 | 平和島二丁目                                                                             |
| 平和島二丁目 | 1988年4月1日  | 平和島二丁目四番の先公有水面、平和島二丁目六番の先公有水面、平和島二丁目七番の先公有水面 |
| 平和島三丁目 | 1968年4月15日 | 平和島三丁目                                                                             |
| 平和島四丁目 | 1968年4月15日 | 平和島四丁目                                                                             |
| 平和島五丁目 | 1968年4月15日 | 平和島五丁目                                                                             |
| 平和島六丁目 | 1968年4月15日 | 平和島六丁目                                                                             |

## 地域内の町名
- 平和島一丁目 - 地域北西部。東京都道316号日本橋芝浦大森線（海岸通り）を境にした西側の地域。各企業の物流センターや駐車場がある他、運河沿いには平和島競艇場やビッグファン平和島（平和島クアハウス（平和島温泉）、平和島シネマサンシャインなどが入っている総合アミューズメント施設）がある。平和観音像も所在。
- 平和島二丁目 - 地域北東部。海岸通りを境にした東側の地域。地域のほとんどが京浜トラックターミナルとなっており、各運送業者の事務所・荷扱場・物流センターなどの関連施設が集中している。
- 平和島三丁目 - 地域中東部。環七通りの北側で、海岸通りの東側の地域。東京団地倉庫による各社の倉庫群をはじめ、各社の倉庫・物流センターが集まっている。
- 平和島四丁目 - 地域中西部。環七通りの北側で、海岸通りの西側の地域。企業の物通センターもあるが、地域の多くは大田区立平和島公園になっている。他に、東京都下水道局平和島ポンプ所、京浜急行バス大森営業所も当地になる。

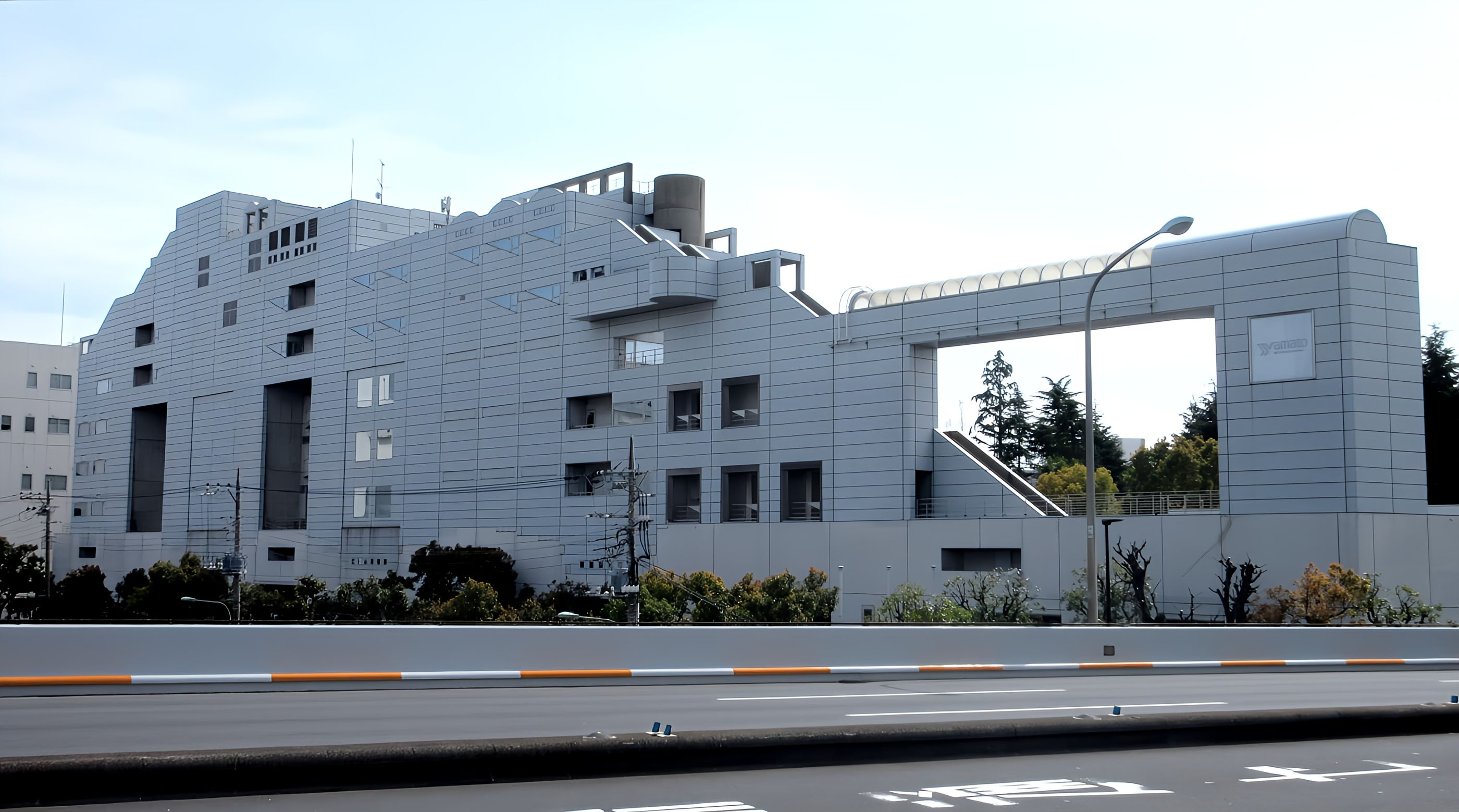
ヤマトインターナショナル東京本社ビル

- 平和島五丁目 - 地域南西部。環七通りの南側で、海岸通りの西側の地域。各企業による物通センターのほか、はとバスの本社と車庫がある。また、ヤマトインターナショナル東京本社ビルがあり、同ビルはDOCOMOMO Japanによる「日本におけるモダン・ムーブメントの建築290選」に選ばれている。[9]
- 平和島六丁目 - 地域南東部。環七通りの南側で、海岸通りの東側の地域。東京流通センター（各企業の物流センターがある）と各企業による冷蔵工場・冷蔵倉庫群が広がる。また、東京モノレール羽田空港線流通センター駅も当地になる。

平和島 各所

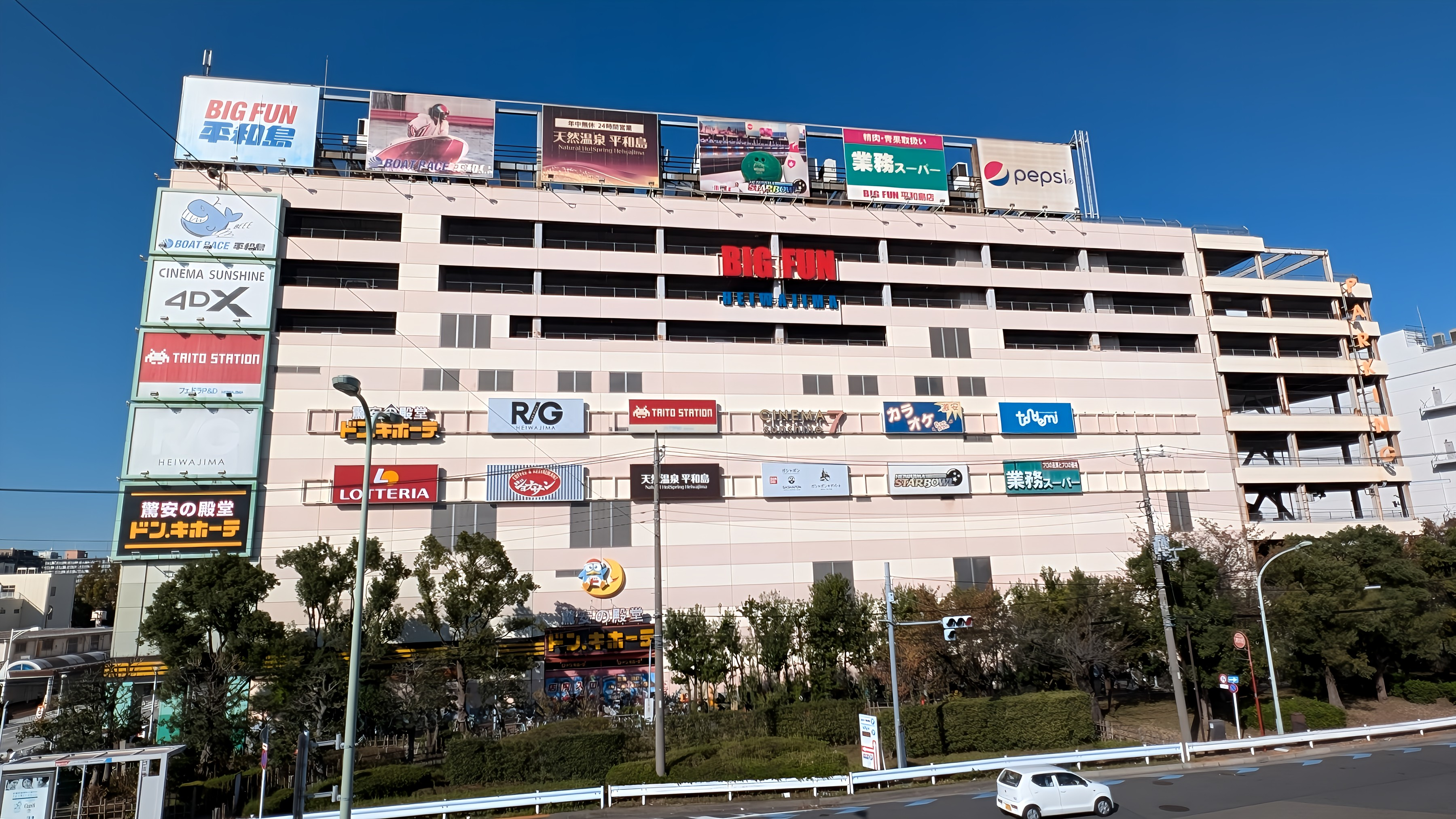
BIG FUN 南側(平和島一丁目歩道橋より)
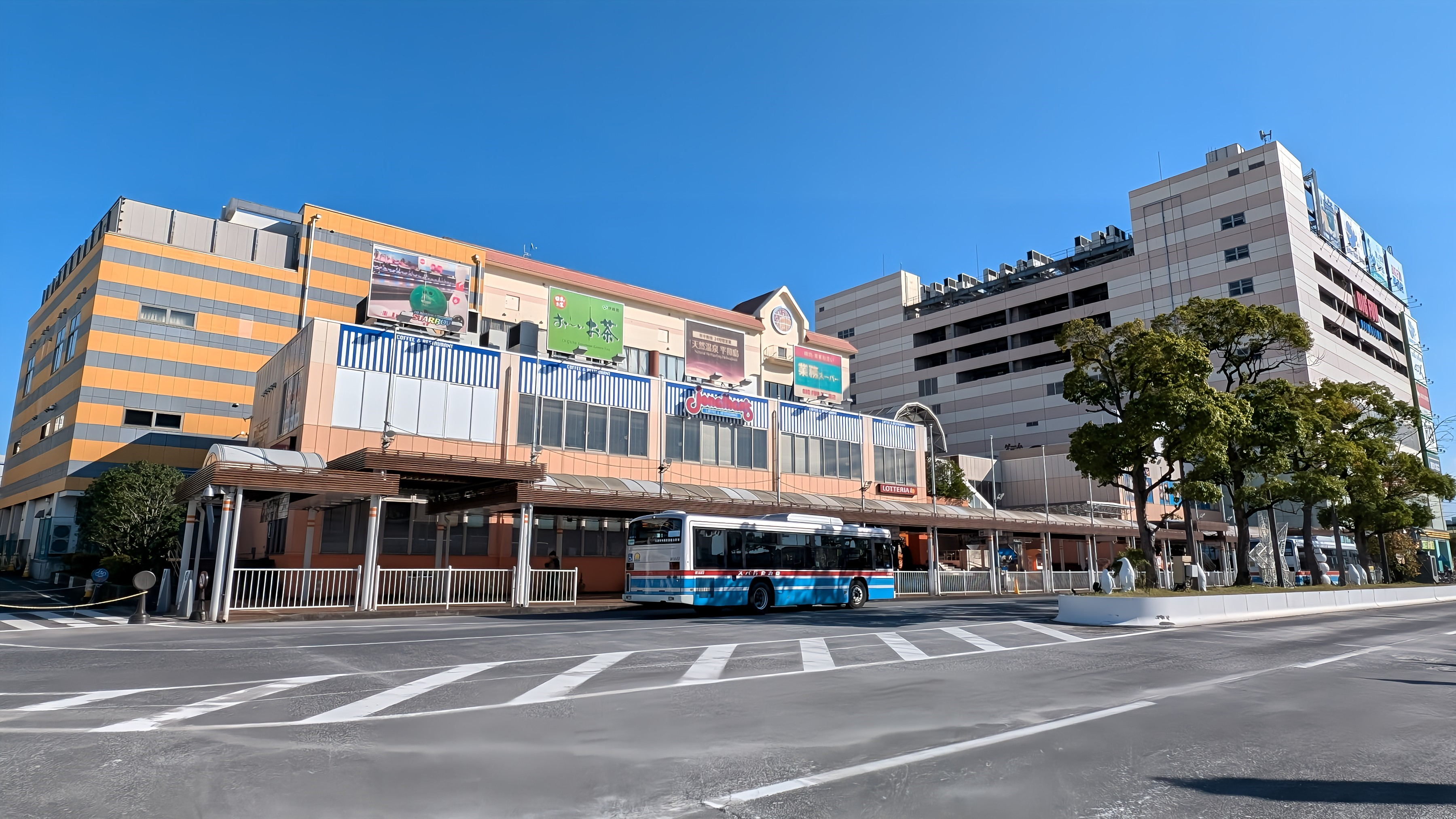
BiG FUN 西側のバス停
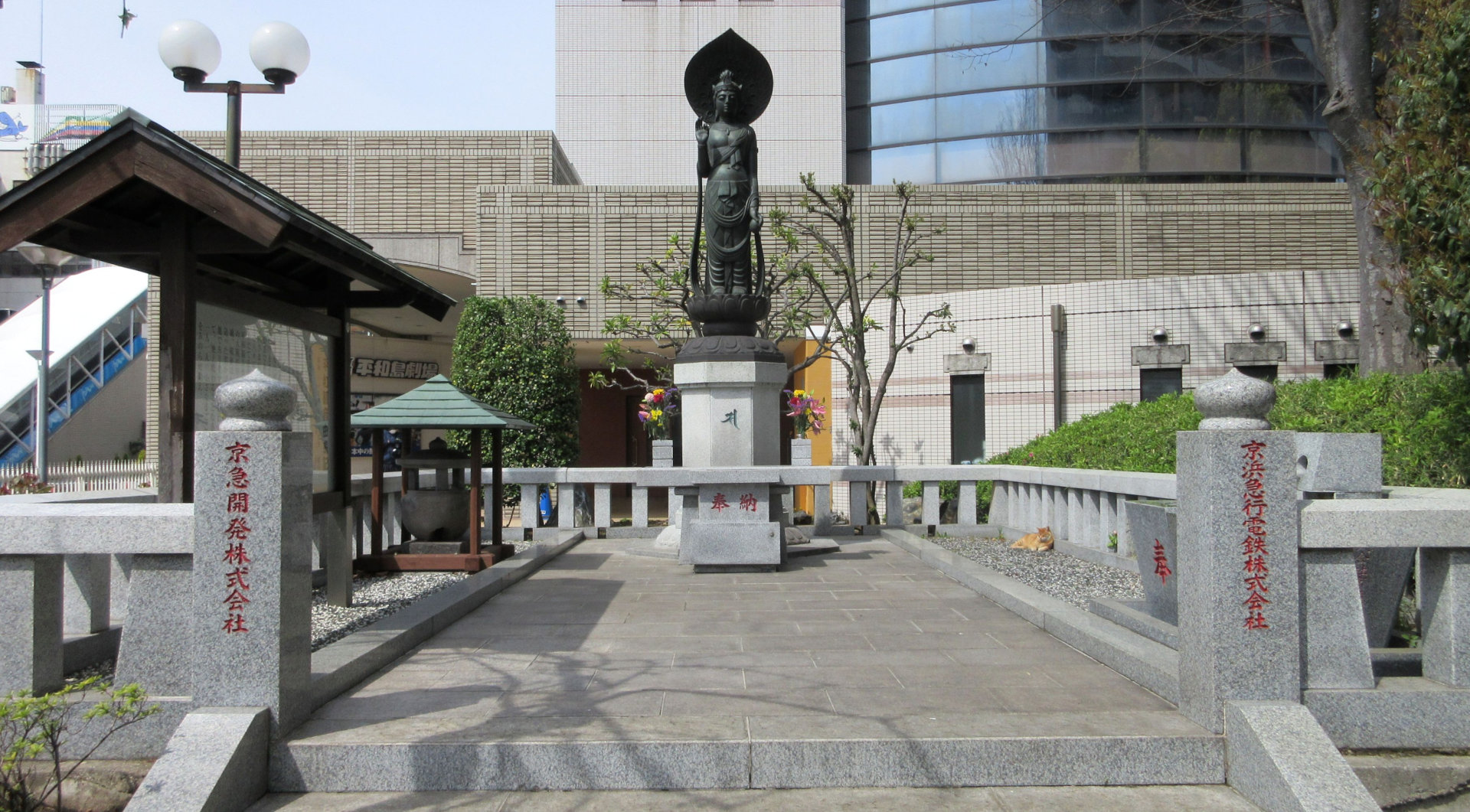
戦没者を慰霊する平和観音
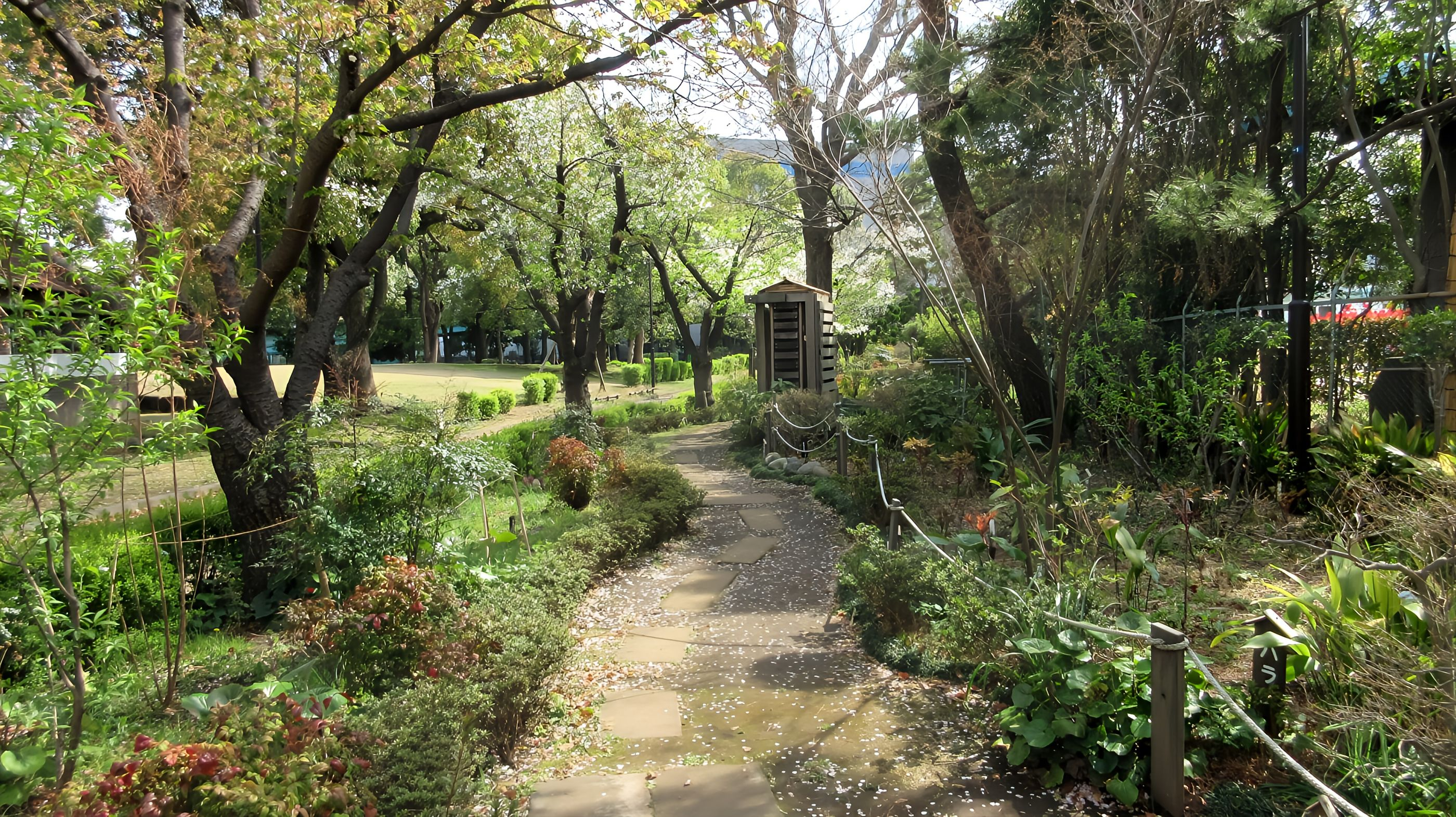
平和島公園

## 世帯数と人口
2024年（令和6年）4月1日現在（東京都発表）の世帯数と人口は以下の通りである。なお、人口のある丁目のみ掲載。
| 丁目         | 世帯数  | 人口  |
| ------------ | ------- | ----- |
| 平和島二丁目 | 124世帯 | 124人 |
| 平和島五丁目 | 93世帯  | 117人 |
| 計           | 217世帯 | 241人 |

### 人口の変遷
国勢調査による人口の推移。
| 年                 | 人口 |
| ------------------ | ---- |
| 1995年（平成7年）  | 682  |
| 2000年（平成12年） | 473  |
| 2005年（平成17年） | 494  |
| 2010年（平成22年） | 439  |
| 2015年（平成27年） | 339  |
| 2020年（令和2年）  | 302  |

### 世帯数の変遷
国勢調査による世帯数の推移。
| 年                 | 世帯数 |
| ------------------ | ------ |
| 1995年（平成7年）  | 480    |
| 2000年（平成12年） | 329    |
| 2005年（平成17年） | 401    |
| 2010年（平成22年） | 374    |
| 2015年（平成27年） | 294    |
| 2020年（令和2年）  | 273    |

## 学区
区立小・中学校に通う場合、学区は以下の通りとなる（2023年3月時点）。
| 丁目         | 番地 | 小学校                 | 中学校                 |
| ------------ | ---- | ---------------------- | ---------------------- |
| 平和島一丁目 | 全域 | 大田区立大森第五小学校 | 大田区立大森第二中学校 |
| 平和島二丁目 | 全域 | 大田区立大森第五小学校 | 大田区立大森第二中学校 |
| 平和島三丁目 | 全域 | 大田区立大森第五小学校 | 大田区立大森第二中学校 |
| 平和島四丁目 | 全域 | 大田区立大森第五小学校 | 大田区立大森第二中学校 |
| 平和島五丁目 | 全域 | 大田区立大森東小学校   | 大田区立大森東中学校   |
| 平和島六丁目 | 全域 | 大田区立大森東小学校   | 大田区立大森東中学校   |

## 事業所
2021年（令和3年）現在の経済センサス調査による事業所数と従業員数は以下の通りである。
| 丁目         | 事業所数  | 従業員数 |
| ------------ | --------- | -------- |
| 平和島一丁目 | 58事業所  | 2,455人  |
| 平和島二丁目 | 68事業所  | 2,106人  |
| 平和島三丁目 | 82事業所  | 2,092人  |
| 平和島四丁目 | 26事業所  | 2,645人  |
| 平和島五丁目 | 93事業所  | 4,185人  |
| 平和島六丁目 | 172事業所 | 4,496人  |
| 計           | 499事業所 | 17,979人 |

### 事業者数の変遷
経済センサスによる事業所数の推移。
| 年                 | 事業者数 |
| ------------------ | -------- |
| 2016年（平成28年） | 422      |
| 2021年（令和3年）  | 499      |

### 従業員数の変遷
経済センサスによる従業員数の推移。
| 年                 | 従業員数 |
| ------------------ | -------- |
| 2016年（平成28年） | 17,752   |
| 2021年（令和3年）  | 17,979   |

## 交通
地域北部の品川区勝島とは勝平橋で繋がっている。また、東部の大田区東海（大井ふ頭）とは新平和橋と大和大橋で繋がっている。地域南部の昭和島とは南海橋で繋がっている。地域西部の平和の森公園方面には都大橋があるが、現在は陸続きになっている。
地域中央を南北に東京都道316号日本橋芝浦大森線（海岸通り）とそれに並行する首都高速1号羽田線が縦貫している。また首都高速道路の平和島出入口や平和島パーキングエリアがある。また、地域中央を東西に環七通りが横断しており、当地域内で交差している。流通業務用地として整備されたこともあり、車線が多いなど大型車の頻繁な往来にも適した構造となっている。
鉄道駅は東京モノレール羽田空港線流通センター駅がある。場所によって20分-30分程度かかるが京急本線平和島駅からの徒歩利用もある（平和島駅は大田区大森北になり、当地所在ではない）。また、大森駅からの京浜急行バスの路線の利用も可能である。

## その他

### 日本郵便
- 郵便番号 : 143-0006[2]（集配局 : 大森郵便局[20]）。